# Parque nacional Lincoln
Lincoln es un parque nacional en Australia Meridional, ubicado a 249 km al oeste de Adelaida. Se trata de una zona costera en el área de la Península de Jussieu y algunas islas. El parque incluye sitios históricos aborígenes y de los primeros europeos.